# Pershotravensk
Pershotravensk (em ucraniano:   Першотравенськ) é uma cidade da Ucrânia, situada no Oblast de Dnipropetrovsk. Tem 3,9 km² de área e sua população em 2020 foi estimada em 27.892 habitantes.